# Spitákia (Thessalonique)
Spitákia (grec moderne : Σπιτάκια) est une localité située dans le dème de Vólvi, dans le district régional de Thessalonique, dans la periphérie de Macédoine-Centrale, en Grèce.
Selon le recensement de 2011, elle compte 21 habitants.